# Chrysopetalidae
Chrysopetalidae zijn een familie van borstelwormen (Polychaeta) uit de orde van de Phyllodocida.

## Taxonomie
De volgende taxa worden tot deze familie gerekend:
- Geslacht Acanthopale San Martín, 1986
- Geslacht Arichlidon Watson Russell, 1998
- Geslacht Bhawania Schmarda, 1861
- Geslacht Paleaquor
- Onderfamilie Calamyzinae Hartmann-Schröder, 1971
  - Geslacht Boudemos Watson, Carvajal, Sergeeva, Pleijel & Rouse, 2016
  - Geslacht Calamyzas Arwidsson, 1932
  - Geslacht Craseoschema Ravara & Aguado in Ravara et al, 2019
  - Geslacht Flascarpia Blake, 1993
  - Geslacht Iheyomytilidicola Miura & Hashimoto, 1996
  - Geslacht Laubierus Blake, 1993
  - Geslacht Micospina Watson, Carvajal, Sergeeva, Pleijel & Rouse, 2016
  - Geslacht Miura Blake, 1993
  - Geslacht Mytilidiphila Miura & Hashimoto, 1993
  - Geslacht Natsushima Miura & Laubier, 1990
  - Geslacht Nautiliniella Miura & Laubier, 1990
  - Geslacht Petrecca Blake, 1990
  - Geslacht Santelma Blake, 1993
  - Geslacht Shinkai Miura & Laubier, 1990
  - Geslacht Spathochaeta Jimi, Moritaki & Kajihara, 2019
  - Geslacht Thyasiridicola Miura & Hashimoto, 1996
  - Geslacht Vesicomyicola Dreyer, Miura & Van Dover, 2004
  - Geslacht Vigtorniella Kiseleva, 1996
- Onderfamilie Chrysopetalinae Ehlers, 1864
  - Geslacht Chrysopetalum Ehlers, 1864
  - Geslacht Hyalopale Perkins, 1985
  - Geslacht Paleaequor Watson Russell, 1986
  - Geslacht Paleanotus Schmarda, 1861
  - Geslacht Pseudodysponetus Böggemann, 2009
  - Geslacht Strepternos Watson Russell, 1991
  - Geslacht Thrausmatos Watson, 2001
  - Geslacht Treptopale Perkins, 1985
- Onderfamilie Dysponetinae Aguado, Nygren & Rouse, 2013
  - Geslacht Dysponetus Levinsen, 1879

### Synoniemen
- Geslacht Heteropale Johnson, 1897 => Paleanotus Schmarda, 1861
- Geslacht Victoriella Kiseleva, 1992 => Vigtorniella Kiseleva, 1996
- Geslacht Nautilina Miura & Laubier, 1989 => Nautiliniella Miura & Laubier, 1990
- Geslacht Psectra Grube, 1868 => Bhawania Schmarda, 1861
- Geslacht Taphus Webster & Benedict, 1887 => Dysponetus Levinsen, 1879